# برخه
برخه (به اسپانیایی: Berge, Teruel}} یک شهرستان در اسپانیا است که در Bajo Aragón واقع شده‌است.

## خصوصیات
برخه ۴۲٫۶۴ کیلومترمربع مساحت و ۲۷۴ نفر جمعیت دارد و ۷۱۸ متر بالاتر از سطح دریا واقع شده‌است.